# Округ Парк (Колорадо)
Парк (енгл. Park County) је округ у америчкој савезној држави Колорадо. По попису из 2010. године број становника је 16.206. Седиште округа је град Ферплеј.

## Демографија
Према попису становништва из 2010. у округу је живело 16.206 становника, што је 1.683 (11,6%) становника више него 2000. године.
| Група             | 2000.          | 2010.          |
| Белци             | 13.431 (92,5%) | 14.842 (91,6%) |
| Афроамериканци    | 72 (0,5%)      | 69 (0,4%)      |
| Азијати           | 60 (0,4%)      | 103 (0,6%)     |
| Хиспаноамериканци | 628 (4,3%)     | 783 (4,8%)     |
| Укупно            | 14.523         | 16.206         |